# Euler-Hermes-Hochhaus

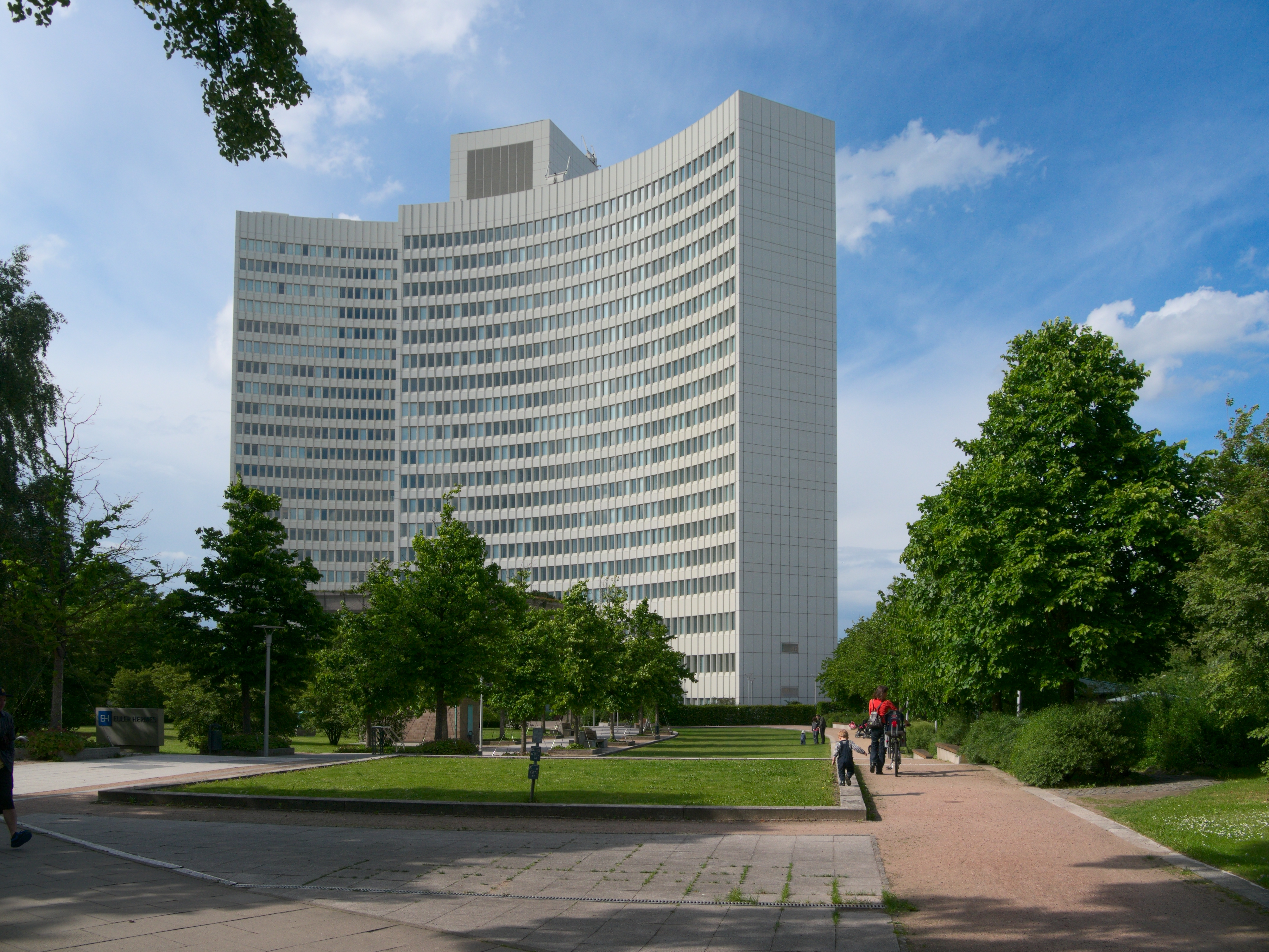
Das Euler-Hermes-Hochhaus, 2010

Das Euler-Hermes-Hochhaus, auch Hermes-Hochhaus oder Euler-Hermes-Gebäude, war ein Bürogebäude im Hamburger Stadtteil Ottensen. Es war zeitweise das zweithöchste Bürogebäude der Stadt und danach das höchste Bauwerk im Bezirk Altona. Das auch „Weißer Riese“ genannte Gebäude war zugleich das elfthöchste Hochhaus Hamburgs. Da es weithin zu sehen war, galt es auch als Wahrzeichen. Erbaut wurde es von 1977 bis 1981 unmittelbar an der Altona-Blankeneser Eisenbahn. Nach dem Umzug der Verwaltung des Kreditversicherers Euler Hermes in einen Neubau an der Gasstraße, auf der gegenüberliegenden Seite der Bahnstrecke, wurde das Hochhaus zwischen 2020 und 2022 abgetragen. Im September 2022 wurde auf dem Gelände der Grundstein für das neue, 460 Wohnungen umfassende Max Brauer Quartier gelegt.

## Gebäude
Das Gebäude verfügte über eine bebaute Fläche von 3570 Quadratmetern auf einem 18.560 Quadratmeter großen Grundstück zwischen der Friedensallee, dem Bahrenfelder Kirchenweg und dem Bahnhof Bahrenfeld. Die Form des Gebäudes auf dem trapezförmigen Grundstück mitsamt Außenanlagen und einem Wasserlauf wurde auch aufgrund nötiger Abstandsflächen zu den Nachbargebäuden so gestaltet.
Es handelte sich um einen Stahlbetonbau von 85,60 Metern Höhe. Es verfügte inklusive einer Dachzentrale, in der sich eine mit Erdgas versorgte Heizzentrale befand, über 23 Stockwerke. Architektonisch bestand es aus zwei gegeneinander verschobenen Kreissegmenten mit 19 bzw. 22 Etagen. Die Außenwände waren mit weißgrauen, kunststoffbeschichteten Leichtmetallelementen verschalt. Drei Basisgeschosse durchdrangen das Hochhaus, wobei diese ebenfalls Kreissegmente bildeten. Hier gab es unter anderem eine Cafeteria.
Im Gebäudekern befanden sich der Hauptverkehrsknoten sowie die haustechnische Versorgung. Das Bauwerk verfügte über vier Treppenhäuser, zwei im Kern und zwei in den äußeren Teilen. Die acht Aufzüge waren in eine Nah- und eine Ferngruppe eingeteilt, dazu kamen zwei Feuerwehraufzüge. Neben der Haustechnik befanden sich in den drei Tiefgeschossen 474 Fahrzeugstellplätze, eine Anlieferstraße und ein Sportbereich.

## Geschichte

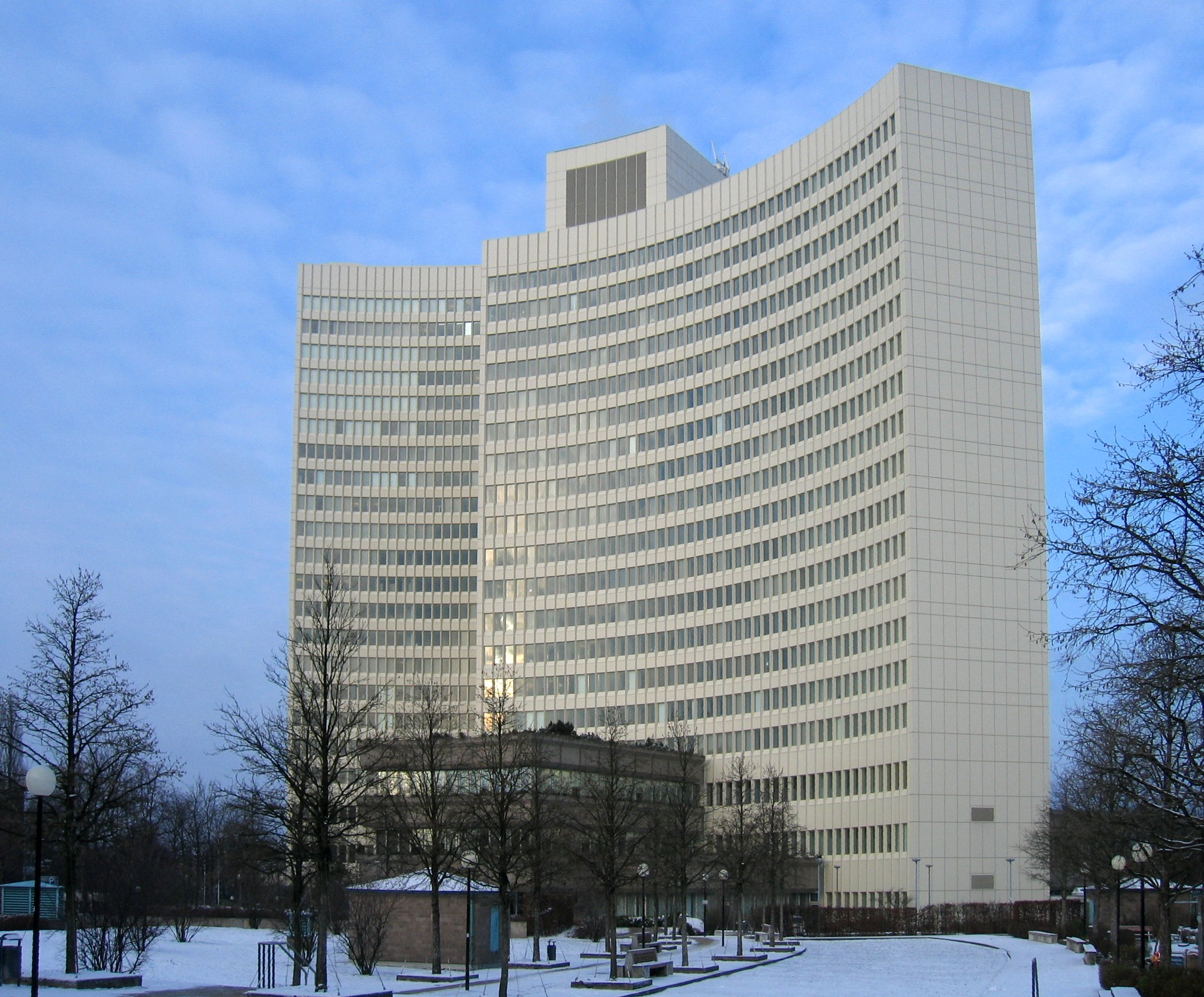
Das Euler-Hermes-Hochhaus, 2006

Seit 1973 wurde das Gebäude für die 1200 Mitarbeiter der Euler Hermes geplant, im Oktober 1977 erfolgte die Erteilung der Baugenehmigung. Der Bau entstand von 1977 bis 1981. Architekt war Titus Felixmüller. Auf dem Gelände hatten sich zuvor die Gätcke-Glasfabriken auf dem Eckgrundstück Bahrenfelder Kirchenweg (früher Glashüttenstraße) und Friedensallee befunden.
In den 1980er-Jahren wurde das Gebäude umgestaltet und erweitert. Doch die hohe Heizkostenbelastung wurde zunehmend problematisch. In verbauten Gipskartonplatten war teilweise Asbest enthalten, sodass sich das Unternehmen gegen eine Sanierung und für einen Abriss sowie darauffolgenden Neubau entschied. Auf dem Areal des alten Gebäudes entstehen bis zum Jahr 2024 460 Wohnungen. Ein Architektenwettbewerb wurde bereits ab 2015 ausgeschrieben. Nach dem Abriss sollen viele Materialien wiederverwertet werden. Eine Sprengung war aufgrund umliegender Gebäude nicht möglich.